# Deutsch-Amerikanische Freundschaft

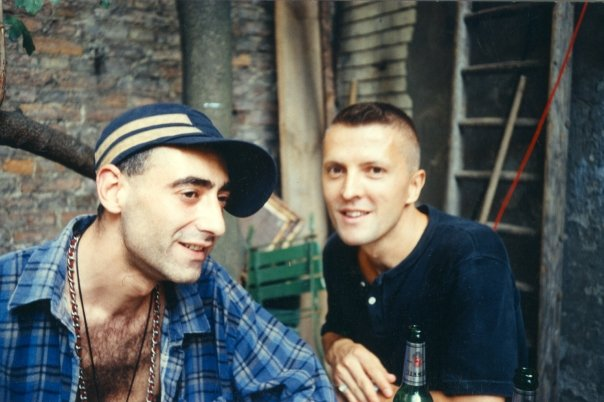
Deutsch-Amerikanische Freundschaft

Deutsch-Amerikanische Freundschaft (DAF) is een Duitstalige popgroep. De band kwam begin jaren tachtig op tijdens de Neue Deutsche Welle en had een grote hit met Der Mussolini. De band is erg invloedrijk voor de latere bands op dance-gebied. De naam van de Düsseldorfse band is een combinatie van Deutsch-Sowjetische Freundschaft en RAF, maar roept ook andere associaties op.

## Invloed
DAF geldt als een pioniergroep en als grote inspiratiebron voor latere genres als house en techno. Algemeen wordt deze formatie als de eerste echte electronic body music-band beschouwd. In een interview destijds noemden de bandleden hun muziek Elektronische Körpermusik. Hun single "Kebabträume" (1981), een samenwerking met Fehlfarben, geldt als de eerste EBM-plaat. In 1982 scoren ze een grote hit met Der Mussolini, dat binnen het EBM- en New Wave-genre nog steeds geldt als een grote klassieker.

## Bandleden
De band werd in  1978 opgericht door de volgende leden:
- de in klassieke muziek en jazz opgeleide Robert Görl (slagwerk, elektronica)
- de muzikale autodidact Gabi Delgado-Lopez (zang) (1958-2020)
- Kurt Dahlke a.k.a Pyrolator (elektronica); later o.a. bij Der Plan en Fehlfarben
- Michael Kemner (bas); later Fehlfarben
- Wolfgang Spelmans (gitaar)
- Chrislo Haas (elektronica, bas, saxofoon); later Liaisons Dangereuses, verving Kurt Dahlke in 1979.

Tijdens een tournee door Engeland in 1981 werd de band tot de kern Robert Görl en Gabi Delgado-Lopez gereduceerd. Zij vestigden het imago van de groep en waren daarmee zeer succesvol. In 2003 startte de groep een comeback en in 2004 had zij een Europese tournee. In 2005 viel de comeback alweer uit elkaar door een meningsverschil tussen Görl en Delgado-Lopez. In 2009 kwam een compilatiealbum uit en maakten Görl en Delgado-Lopez weer een tournee.
Robert Görl werkte in de jaren negentig samen met producer Pete Namlook aan het project Elektro. Hiervan verschenen in 1996 en 1997 twee titelloze albums.

## Discografie
- Product Der Deutsch Amerikanischen Freundschaft, LP, Düsseldorf 1979
- Kebab Träume, Single, London 1980
- Ich Und Die Wirklichkeit, Single, London 1980
- Die Kleinen Und Die Bösen, LP, London 1980
- Alles Ist Gut, LP, London 1981
- Gold Und Liebe, LP, London 1981
- Für Immer, LP, London 1982
- Live in Berlin 1980, LP 1983
- 1st Step To Heaven, LP 1986
- The Gun, Maxi-Single, 1987
- Best Of DAF, LP/CD 1988
- Hitz Blitz (US-Compilatie 1986-1987), LP/CD 1989
- Der Sheriff, Single, Mühltal 2003
- Fünfzehn Neue DAF Lieder, CD/LP, Mühltal 2003